# VV St. Truiden
Die VV St. Truiden (offiziell Koninklijke Sint-Truidense Voetbalvereniging) ist ein belgischer Fußballverein aus Sint-Truiden. Er spielt in der obersten Spielklasse.

## Geschichte

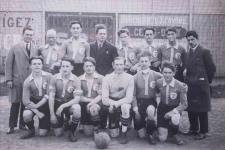
Die Gründung des Vereins

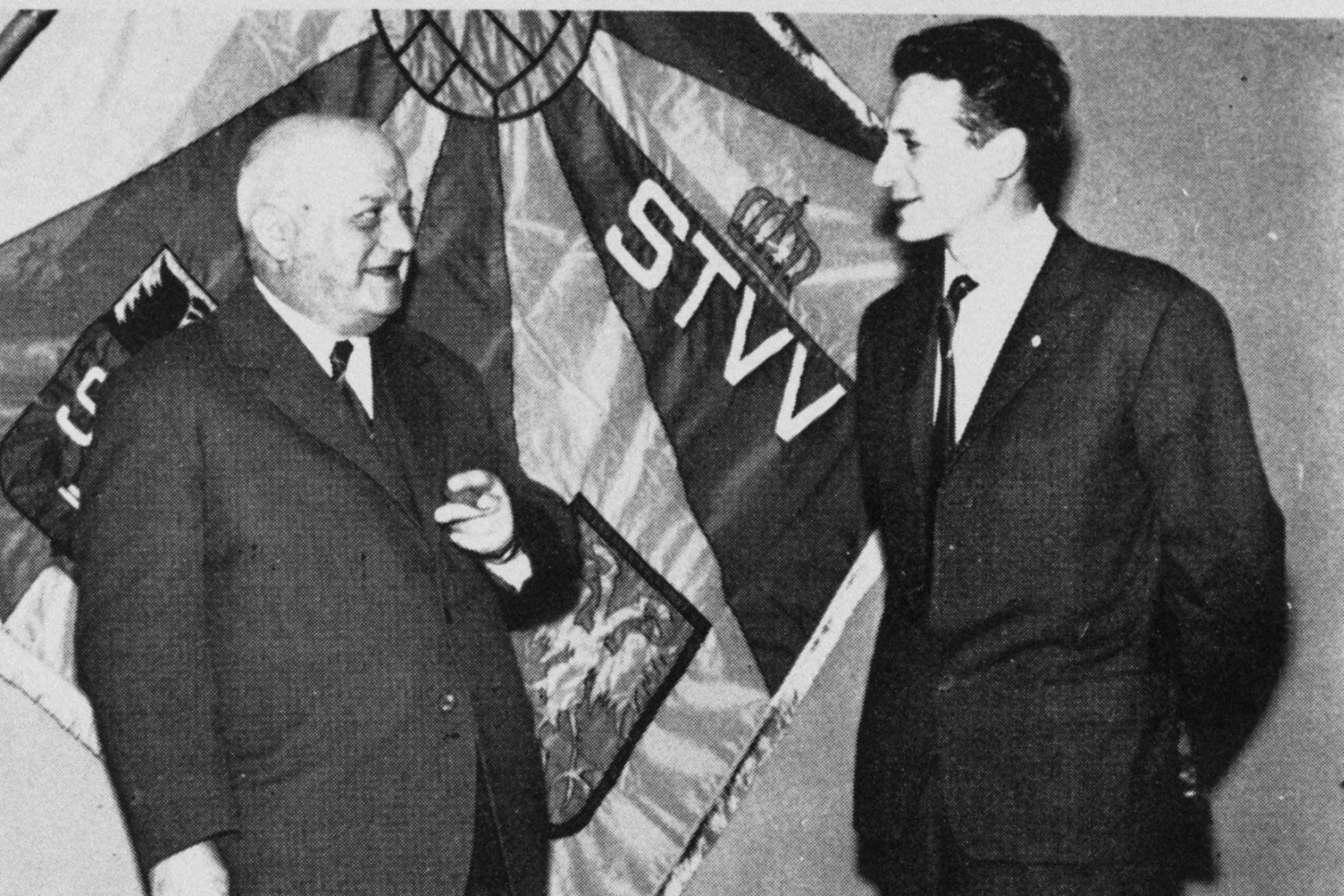
Vorstellung von Raymond Goethals

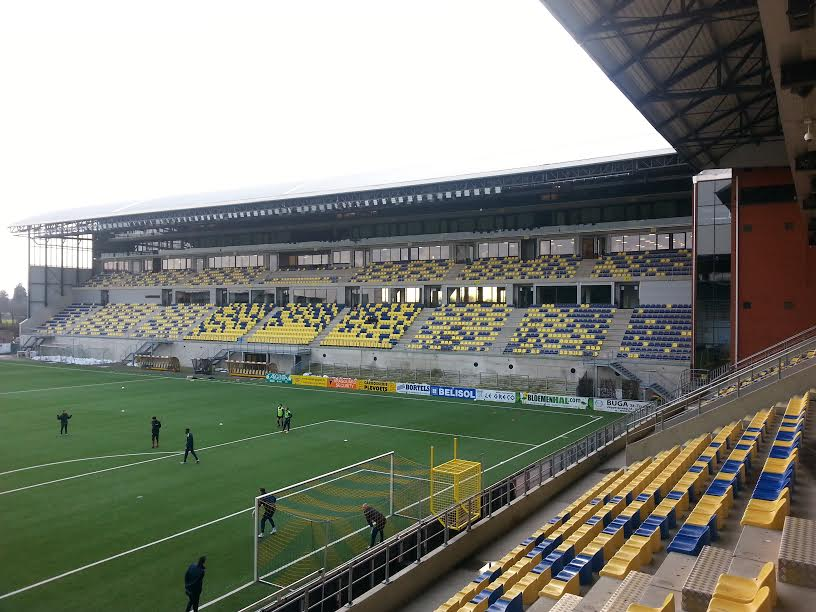
Stayen

Der Verein wurde im Jahre 1924 nach der Fusion zwischen dem FC Union und FC Goldstar, zwei Vereine aus Sint-Truiden, als Sint-Truidense Voetbal Vereeniging gegründet. Die Farben des Fußballklubs wurden nach den Farben der Stadtflagge – Gelb und Blau – gewählt. Zwei Jahre später wurde der Klub im Königlichen Belgischen Fußballverband angeschlossen und hat seitdem die Matrikelnummer 373. Das erste Spiel gegen Cercle Tongeren wurde vor neun Zuschauer gespielt. In den späten 1940er Jahren hatte sich die Mannschaft für die zweite Division qualifiziert. Darüber hinaus wurde der Vereinsname 1947 in Sint-Truidense Voetbalvereniging und zuletzt 1952 in Koninlijke Sint-Truidense Voetbalvereniging umgeändert. Fünf Jahre später beendete die Mannschaft die Saison den zweiten Platz in der zweiten Division und spielte damit die nächste Saison in der höchsten belgischen Spielklasse – in der 1. Division. 1959 wurde der bis dahin noch unbekannte Raymond Goethals als Trainer verpflichtet. Unter seiner Leitung beendete die Mannschaft 1966 den zweiten Platz in der ersten Division.
2001 wurde der ehemalige Sint-Truidense Torhüter Jacky Mathijssen als neuer Trainer berufen und blieb dies für drei Jahre, danach trainierte er die Mannschaft Sporting Charleroi. Zur Saison 2004/05 übernahm Marc Wilmots das Traineramt beim VV St. Truiden, wurde aber bereits im Februar 2005 wieder entlassen. Die Mannschaft beendete die Saison unter dem Trainertrio Guy Mangelschots, Eddy Raymaekers und Peter Voets.
Nach einem zwölften Platz in der Saison 2010/11 begann Sint-Truiden die neue Spielzeit wieder mit Trainer Guido Brepoels. Doch im vierten Jahr seiner Amtszeit musste Brepoels bereits nach fünf Spieltagen seinen Platz räumen, nachdem sein Team bis dahin lediglich einen Punkt verbuchen konnte. Nachfolger wurde der Ex-Internationale Franky Van Der Elst. Doch auch mit dem neuen Trainer gelang die Wende nicht, und so stieg Sint-Truiden nach der Saison als Tabellenletzter in die zweite Division ab.
Dort belegte der Verein im Jahr 2012/13 Platz 4 der Gesamttabelle. Da St. Truiden aber keine Tranche als Erster abgeschlossen hatten, konnte der Verein nicht an der Aufstiegsrunde teilnehmen. In 2013/14 belegte St. Truiden in einer der Tranchen den ersten Platz, in der Aufstiegsrunde aber nur Platz 3, so dass er weiter in der 2. Division verblieb.
Erst in der 2014/15 war St. Truiden Erster der Abschlusstabelle der 2. Division und stieg somit wieder in die 1. Division (seit 2016 Division 1A) auf. In den weiteren Spielzeiten dort wurde bisher die Teilnahme an den Meister-Play-offs verfehlt. In der Saison 2016/17 belegte St. Truiden allerdings in seiner Gruppe innerhalb der Play-off 2 den ersten Platz, verlor das Play-off-Finale aber gegen KRC Genk, so dass es seit dem Aufstieg zu keiner Teilnahme am Europacup gekommen ist.
Seit Januar 2018 wird die Funktion des Vereinsvorsitzenden von David Meekers ausgeübt.
Nachdem in der Saison 2019/20 St. Truiden nach 16 von 30 Spieltagen der Hauptrunde nur Platz 11 belegte, wurde Marc Brys mit den Assistenztrainern entlassen. Übergangsweise wurde der bisherige Trainer der Reservemannschaft Nicky Hayen mit der Leitung des Trainings beauftragt. Am 13. Dezember 2019 entschied der Vorstand, dass Hayen bis Jahresende weiter als hauptverantwortlicher Trainer tätig ist.
Am 2. Januar 2020 wurde Miloš Kostić als neuer Trainer für den Rest der Saison verpflichtet. Zur neuen Saison wurde der Vertrag von Kostic nicht verlängert. Als neuer Trainer wurde Anfang Juni 2020 Kevin Muscat, der seit Januar 2020 bereits als sportlicher Berater für den Verein tätig war, verpflichtet. Dezember 2020 stand St. Truiden nach dem 14. Spieltag auf dem 16. Tabellenplatz, nur noch einen Punkt vom Relegationsplatz entfernt. Darauf wurde Muscat als Trainer entlassen.
Anfang Juni 2021 wurde Bernd Hollerbach als Trainer für die neue Saison 2021/22 verpflichtet. Mitte Dezember 2022 kündigte Hollerbach seinen Abschied zum Saisonende 2022/23 an.

## Europapokalbilanz
| Saison | Wettbewerb         | Runde    | Gegner           | Gesamt | Hin     | Rück    |
| ------ | ------------------ | -------- | ---------------- | ------ | ------- | ------- |
| 1999   | UEFA Intertoto Cup | 1. Runde | Spartak Warna    | 8:1    | 2:1 (A) | 6:0 (H) |
| 1999   | UEFA Intertoto Cup | 2. Runde | FC Ararat Eriwan | 5:1    | 2:0 (A) | 3:1 (H) |
| 1999   | UEFA Intertoto Cup | 3. Runde | FK Austria Wien  | 2:3    | 0:2 (H) | 2:1 (A) |
| 2003   | UEFA Intertoto Cup | 2. Runde | Tobol Qostanai   | 0:3    | 0:2 (H) | 0:1 (A) |

Gesamtbilanz: 8 Spiele, 5 Siege, 3 Niederlagen, 15:8 Tore (Tordifferenz +7)

## Erfolge
- Ligapokal: 1999
- Pokalfinalist: 1971, 1973

## Kader 2025/26
Stand: 3. August 2025
| Nr. |             | Position | Name              |
| --- | ----------- | -------- | ----------------- |
| 3   | Japan       | AB       | Taiga Hata        |
| 4   | Algerien    | AB       | Zineddine Belaid  |
| 5   | Japan       | AB       | Shōgo Taniguchi   |
| 6   | Japan       | MF       | Rihito Yamamoto   |
| 8   | Frankreich  | MF       | Abdoulaye Sissoko |
| 9   | Uruguay     | ST       | Andrés Ferrari    |
| 10  | Marokko     | ST       | Ilias Sebaoui     |
| 11  | Argentinien | MF       | Isaías Delpupo    |
| 12  | Belgien     | TW       | Jo Coppens        |
| 13  | Japan       | MF       | Ryōtarō Itō       |
| 14  | Frankreich  | MF       | Ryan Merlen       |
| 16  | Japan       | TW       | Leo Kokubo        |
| 18  | Norwegen    | AB       | Simon Juklerød    |

| Nr. |                | Position | Name                   |
| --- | -------------- | -------- | ---------------------- |
| 19  | Belgien        | AB       | Louis Patris           |
| 20  | Belgien        | MF       | Rein Van Helden        |
| 21  | Belgien        | TW       | Matt Lendfers          |
| 22  | Belgien        | AB       | Wolke Janssens         |
| 26  | Nordmazedonien | AB       | Visar Musliu           |
| 31  | Marokko        | MF       | Illyès Benachour       |
| 32  | Belgien        | ST       | Jay-David Mbalanda     |
| 34  | Belgien        | AB       | Hugo Lambotte          |
| 53  | Belgien        | ST       | Adam Nhaili            |
| 60  | Belgien        | AB       | Robert-Jan Vanwesemael |
| 94  | Madagaskar     | MF       | Loïc Lapoussin         |
|     | Japan          | MF       | Kaito Matsuzawa        |

## Trainer (unvollständig)
| Zeitraum  | Nat.        | Trainer             |
| --------- | ----------- | ------------------- |
| 2003–2004 | Niederlande | Dennis van Wijk     |
| 2004–2005 | Belgien     | Marc Wilmots        |
| 2006–2007 | Niederlande | Henk Houwaart       |
| 2007      | Belgien     | Valère Billen       |
| 2007      | Belgien     | Peter Voets         |
| 2007–2008 | Niederlande | Dennis van Wijk     |
| 2008–2011 | Belgien     | Guido Brepoels      |
| 2011–2012 | Belgien     | Franky Van Der Elst |
| 2012–2013 | Belgien     | Guido Brepoels      |
| 2013–2015 | –           | Yannik Ferrera      |
| 2015–2016 | –           | Chris O’Loughlin    |
| 2016–2017 | Kroatien    | Ivan Leko           |
| 2017      | Spanien     | Tintín Márquez      |
| 2017–2018 | Belgien     | Jonas De Roeck      |
| 2018–2019 | –           | Marc Brys           |
| 2019      | –           | Nicky Hayen         |
| 2020      | Slowenien   | Miloš Kostić        |
| 2020      | Australien  | Kevin Muscat        |
| 2021–2023 | Deutschland | Bernd Hollerbach    |
| 2023–2024 | Deutschland | Thorsten Fink       |
| 2024      | Italien     | Christian Lattanzio |
| 2024–     | Belgien     | Felice Mazzù        |

## Bekannte Spieler
- Osman Köse (2008–2010)
- Shinji Kagawa
- Daichi Kamada (2018/19)

## Frauenfußball
2008 wurde die Frauenfußballabteilung von Rapide Wezemaal übernommen, die in der Eerste Klasse zwischen 2004 und 2007 viermal belgischer Meister geworden war. 2010 wurde die Mannschaft zum ersten Mal unter dem neuen Namen Meister. 2010 wurde die Mannschaft zum ersten Mal nach der Übernahme belgischer Meister.